# Rahul Gandhi
Rahul Gandhi (19 de junho de 1970, Nova Deli) é um político e parlamentar indiano, membro do Partido do Congresso Nacional Indiano. Ele também serviu como chefe do Congresso da Juventude e da União Nacional dos Estudantes e como vice-presidente do partido. Apesar do sobrenome "Gandhi", ele não tem parentesco com o maior herói nacional indiano, Mahatma Gandhi. Em 2014, ele foi o principal candidato governista ao cargo de primeiro-ministro nas eleições gerais, mas perdeu o pleito para Narendra Modi da oposição.
Rahul Gandhi pertence a uma família com longa tradição política, sendo bisneto do ex-primeiro ministro e líder da independência do país Jawaharlal Nehru, neto da ex-primeira ministra Indira Gandhi e filho do ex-primeiro ministro Rajiv Gandhi com a ex-presidente do Congresso Nacional Indiano Sonia Gandhi. 